# Ammino ossido

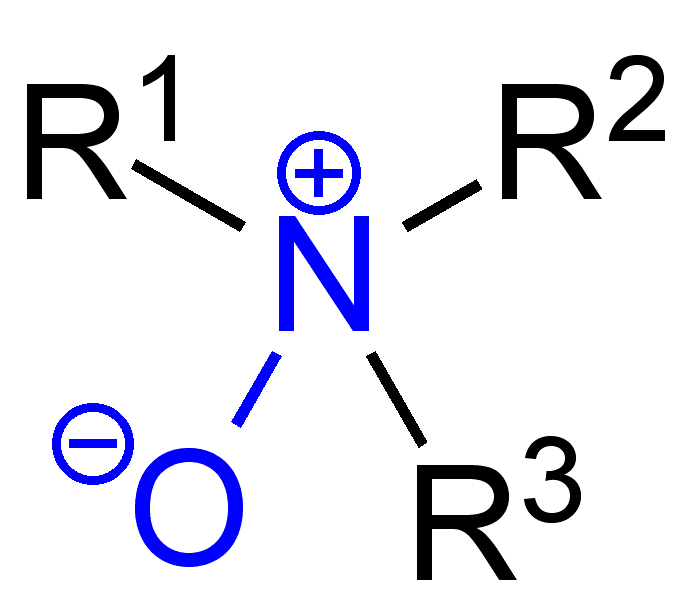
Struttura generale di un ammino ossido

Gli ammino ossidi, o ossidi di ammina, o ammino N-ossidi, sono composti chimici derivanti da ammine terziarie in cui l'atomo di azoto presente in esse è ulteriormente legato a un atomo di ossigeno. Sono quindi composti chimici aventi formula di struttura generale R3N+−O−.
Gli ammino N-ossidi sono una sottoclasse degli N-ossidi, nei quali l'atomo di azoto può essere insaturo e può essere legato anche ad atomi diversi dal carbonio.

## Struttura molecolare
In questa struttura R3N+−O− è presente un atomo centrale di azoto, formalmente pentavalente che reca su di sé una carica formale positiva e che è unito con legame singolo a un atomo di ossigeno avente carica formale negativa; per il resto, come nelle ammine da cui l'ammino ossido deriva, l'atomo N è unito a tre gruppi R (uguali o diversi) alchilici o arilici. A volte la formula di struttura è scritta come R3N→O, dato che il legame tra N e O è un legame dativo. Altre volte, specie in letteratura datata, è scritto erroneamente R3N=O (N non può avere 5 legami covalenti normali, sebbene la questione sia oggetto di dibattito in letteratura).
In senso più ampio,  si considerano ossidi di ammina anche casi in cui i gruppi R possano rappresentare atomi di idrogeno, ossia si considerano gli ossidi di ammoniaca, ammine primarie e secondarie anche se i composti risultanti in tali casi, avendo almeno un legame N−H, non sono altro che tautomeri instabili delle corrispondenti idrossilammine:
HR2N+−O−  →   R2N−OH
Nel caso dell'ossido di ammoniaca H3N+−O− si è calcolato che esso è meno stabile dell'idrossilammina H2N−OH di ben 125,9 kJ/mol e questa differenza è tale che l'eventuale presenza di H3N+−O− accanto a H2N−OH non risulta sperimentalmente rivelabile. Talvolta il nome è utilizzato anche nei casi di ossidi dell'atomo di azoto presente in composti eterociclici, come la piridina N-ossido.

### Ibridazione, geometria molecolare e possibile chiralità
Negli N-ossidi di ammine alifatiche gli atomi C e N formano entrambi quattro legami semplici e non hanno coppie solitarie e, salvo casi particolari, sono quindi ibridati sp3, come nelle corrispondenti ammine. Entrambi hanno quindi intorni tetraedrici (non regolari).
Da notare che gli N-ossidi di immine [ R2C=N+(R)−O− ], dove C e N sono ibridati sp2, sono noti come nitroni e che gli N-ossidi di nitrili [ RC≡N+−O− ], dove C e N sono ibridati sp, sono noti come nitrilossidi.
L'atomo di azoto negli ammino ossidi, a differenza dell'azoto trivalente delle ammine, può essere un centro chirale se i tre gruppi R sono tra loro diversi perché, come accade per i sali di ammonio quaternario (e il carbonio stesso), non può subire l'inversione a ombrello che è tipica di ammoniaca e ammine.

## Sintesi
Gli ammino ossidi stabili sono quindi essenzialmente gli ossidi delle ammine terziarie, il più semplice dei quali è l'ossido di trimetilammina Me3NO. Si possono preparare con un'ossidazione delle corrispondenti ammine terziarie tramite reazione con perossidi, tra i quali l'acqua ossigenata è il più comune:
H2O2 + R3N → H2O + R3NO
In casi più specifici si possono usare ossidanti più forti, come l'acido di Caro o l'acido m-cloroperbenzoico.

## Proprietà e applicazioni
Sono composti igroscopici, fortemente polari: i loro momenti dipolari prendono valori a cavallo di ben 5 Debye; per l'ossido di trimetilammina (Me3NO), il più semplice, μ = 5,03 D.
L'atomo di ossigeno in questi composti, portando coppie solitarie e in più una carica formale negativa, è un ottimo accettore di legami idrogeno; questo fa sì che gli ammino ossidi, almeno i termini non troppo complessi, sono solubilissimi in acqua e alcoli (solventi protici). Inoltre, i legami idrogeno formati sono generalmente molto più forti di quelli in cui gli atomi di ossigeno implicati sono entrambi formalmente neutri. Anche per questo, gli ammino ossidi formano facilmente idrati.
L'altra conseguenza della configurazione dell'atomo di ossigeno è la basicità che gli ammino ossidi presentano, sia nel senso di Brønsted che di Lewis (vide infra).

### Basicità
Gli ossidi di ammina terziaria in soluzione acquosa si comportano da basi deboli, con pKb intorno a 9 (il pKa dell'acido coniugato è ~5).  Quelli contenenti lunghe catene idrocarburiche sono agenti tensioattivi (surfattanti). In quanto composti basici, con gli acidi formano sali: si conoscono, ad esempio, alcuni sali del catione Me3N+−OH (idrossitrimetilammonio), derivanti dalla protonazione dell'ossido di trimetilammina: il cloridrato, che fonde a 206-207 °C, e il p-nitrofenilacetato, che fonde a 78-79 °C.
Come basi di Lewis, gli ammino ossidi formano addotti con classici acidi di Lewis come il trifluoruro di boro e si comportano da ligandi donatori verso ioni metallici.

### Applicazioni
Gli ammino ossidi sono composti dotati di notevoli capacità ossidanti. L'ossido di trimetilammina ha un impiego caratteristico in chimica organometallica: viene usato sui complessi metallocarbonilici per reazioni di decarbonilazione, cioè reazioni di sostituzione di un ligando carbonile CO, che viene allontanato come CO2 e rimpiazzato da un opportuno legante L. Le reazioni avvengono secondo lo schema seguente:
M(CO)n + Me3NO + L → M(CO)n−1L + Me3N + CO2
Per esempio, la reazione del ferro pentacarbonile con un diene (donatore di due coppie di elettroni) in presenza di Me3NO porta alla formazione del complesso olefinico (diene)Fe(CO)3. Nel caso degli esacarbonili di cromo, molibdeno e tungsteno la reazione con la bipiridina in presenza di Me3NO porta all'ottenimento dei complessi (bipy)M(CO)4, con M = Cr, Mo e W).
Alcuni altri esempi di ossidi di ammina terziaria con applicazioni specifiche sono l'ossido di N-metilmorfolina, usato spesso in chimica organica come ossidante sacrificale per ripristinare l'ossidante catalitico OsO4 (dopo la sua riduzione);  inoltre, per la sua polarità, è impiegato come solvente della cellulosa. L'N-ossido di chinuclidina [HC(CH2CH2)3N→O] è usato per la sua alta polarità come adatto sostituto del solvente polare aprotico esametilfosforammide (HMPA), che è tossico e cancerogeno.